# Gyrtona angusta
Gyrtona angusta là một loài bướm đêm trong họ Noctuidae.